# Новоукраїнка (Роздільнянський район)
Новоукрáїнка (до 09.06.1958 — Будьоннівка, до 1930 р. — Кýртівка) — село в Україні, у Роздільнянській міській громаді Роздільнянського району Одеської області. Адміністративний центр однойменного старостинського округу. Населення становить 990 осіб. Відстань до районного центру Роздільна автодорогою 18 км.
Повз село проходить автошлях державного значення Т 1618 (/Р-33/ — Роздільна — с. Єреміївка — /М-05/).

## Історія

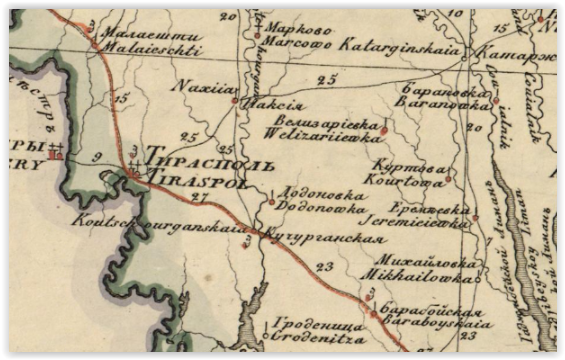
Село на мапі 1821 року

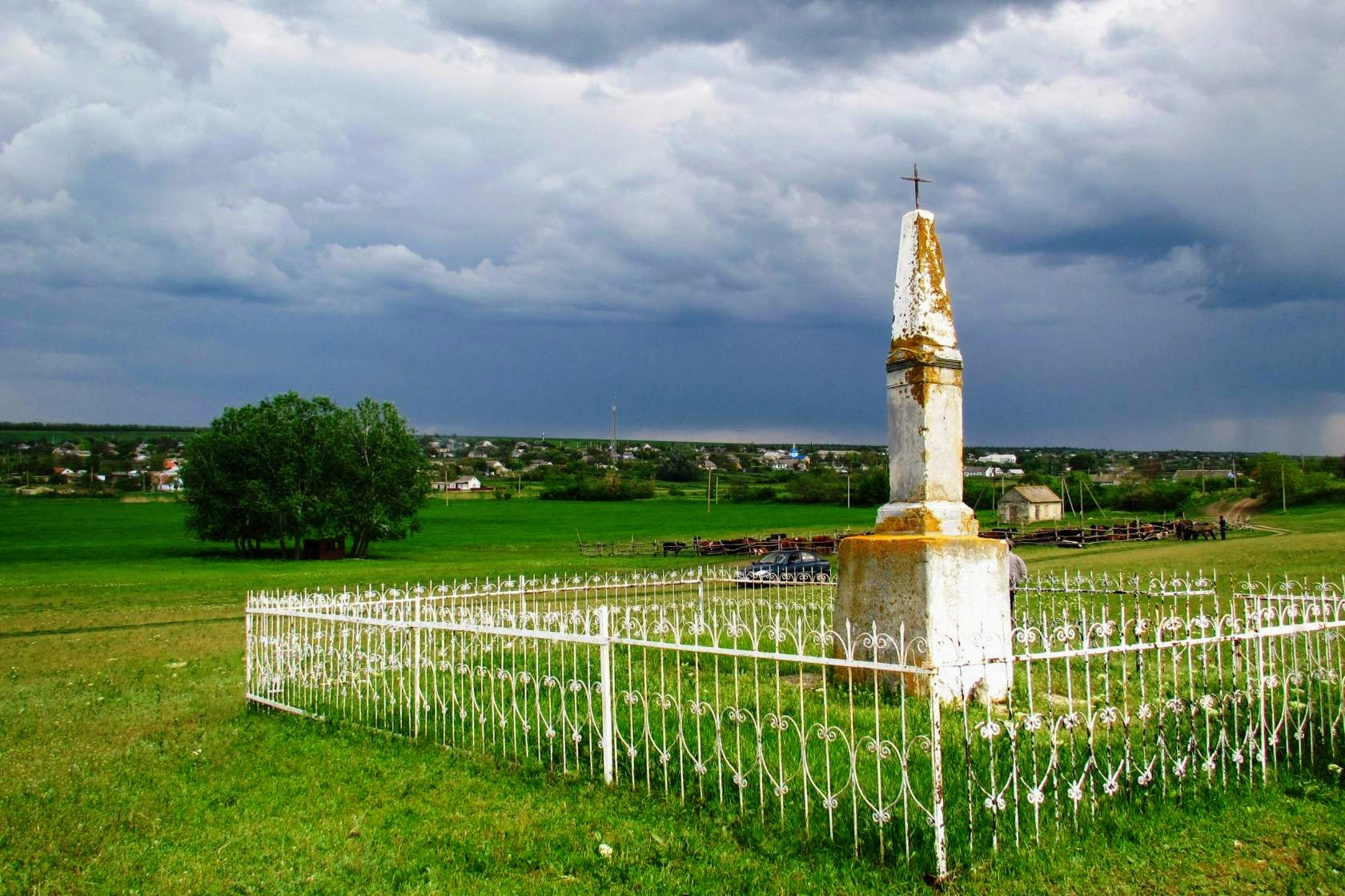
Могила основателя села, пана Курта

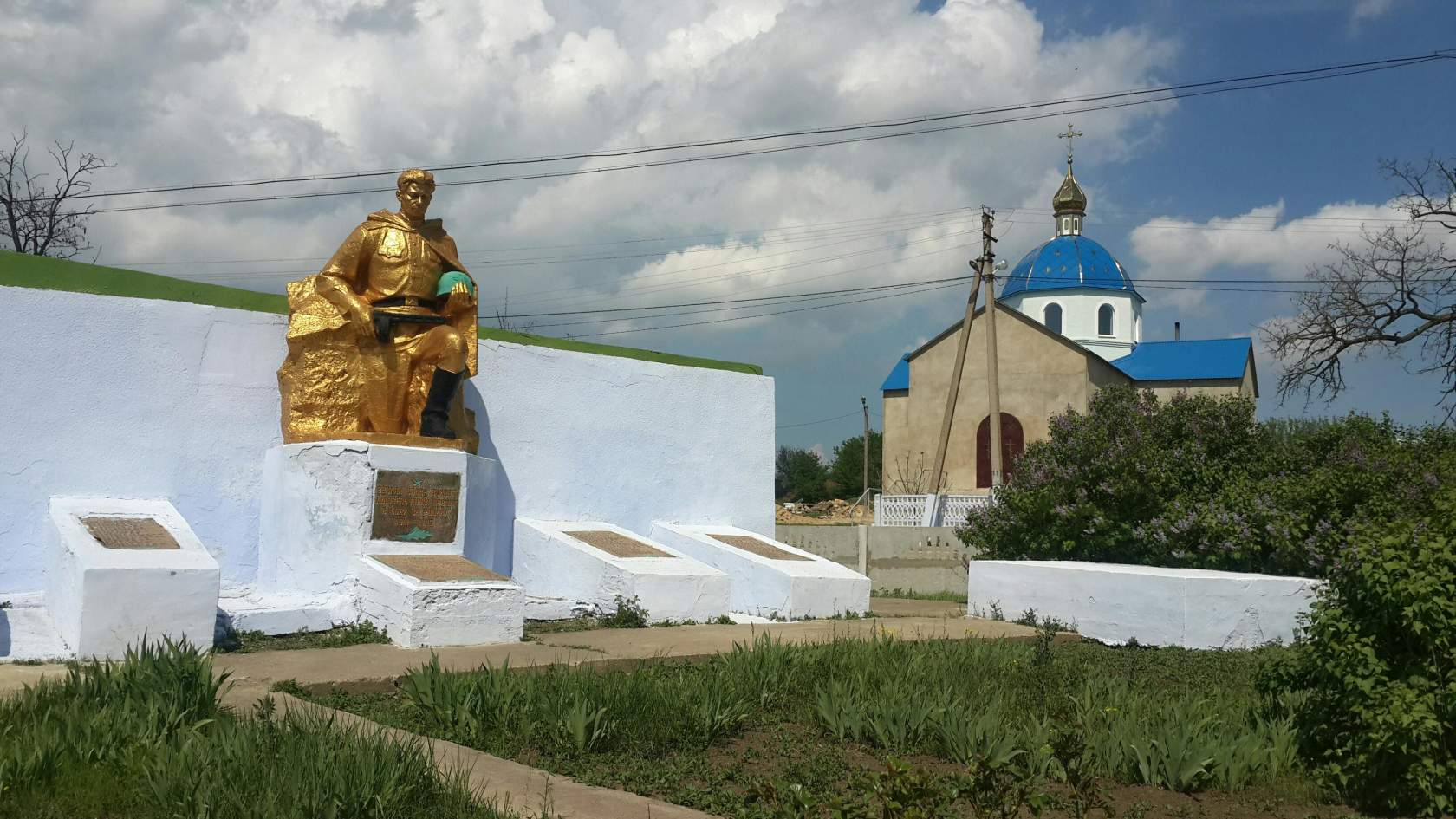
У центрі села

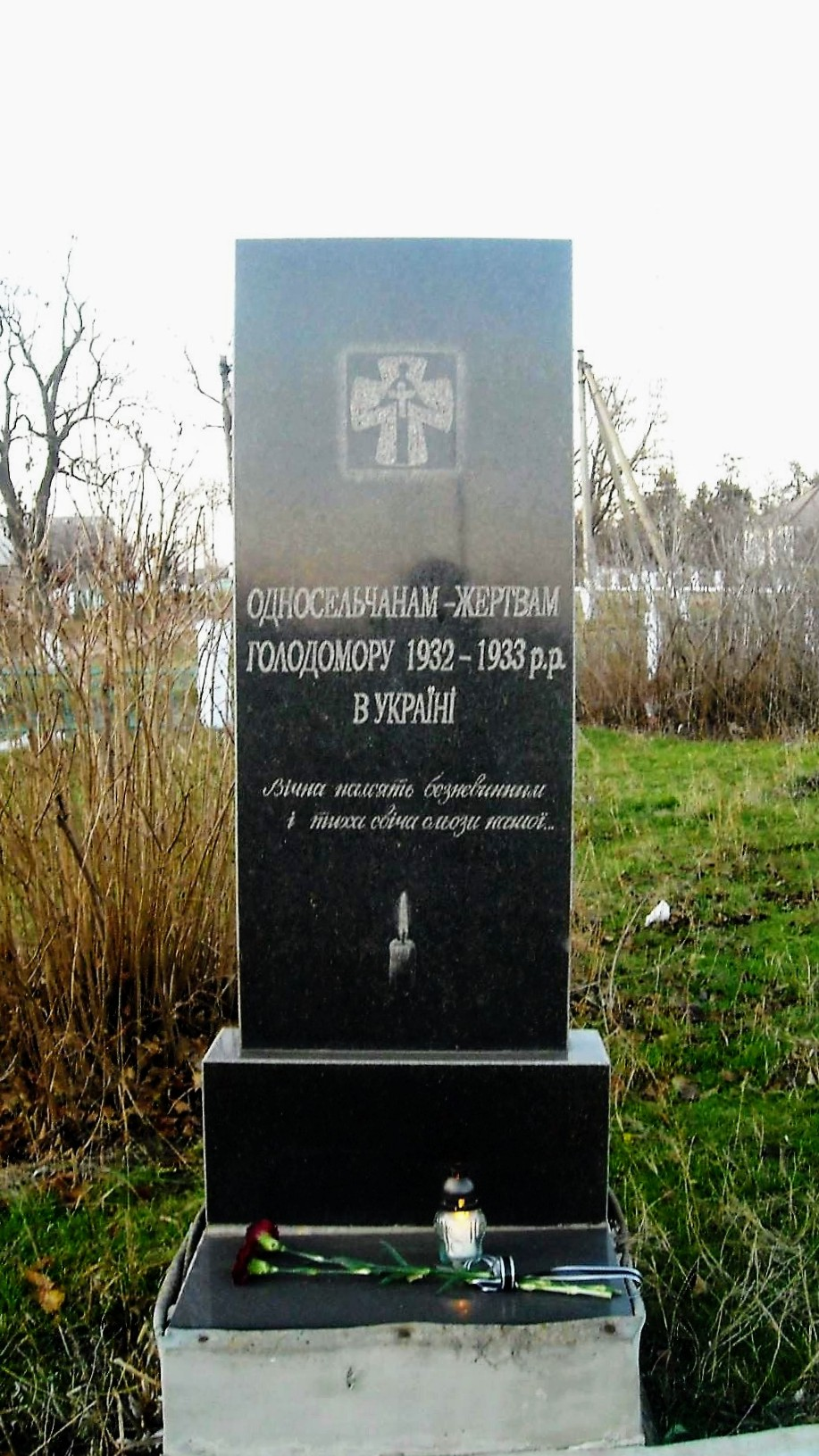
Пам'ятник жертвам голодомору

В меотичних відкладах села знайдений вимерлий ссавець — анкілотерій.
Село було засноване у 1793 році гвардійським капітаном імператорської армії на прізвище Курт.
На 1859 рік у казенному селі Куртівка 1-го стану (станова квартира — містечко Василівка) Одеського повіту Херсонської губернії при балці Куртовому Яру, було 124 двора, у яких мешкало 359 чоловік і 322 жінки.
В 1887 році в селі Куртівка Одеського повіту Херсонської губернії мешкало 632 чоловіка та 539 жінок. На хуторах Куртівських мешкало 206 чоловіків і 168 жінок. Село було центром Куртівської волості.
У 1896 році в селі було 269 дворів, 1354 осіб (727 чол. та 627 жін.), волосне правління, православна церква, 2 школи, 46 учнів (18 хлопців, 28 дівчат), корчма, 3 лавки.
В 1906 в місцевій земській школі навчалось 82 хлопця.
У 1908 році населений пункт увійшов до новоствореного Бецилієво-Куртівського сільськогосподарського товариства. Воно об'єднувало села Бациліївку, Куртівку та селище Костянтинівку. Виконавчим органом була — рада, головою якої був Лизаченко Павло Давидович, а секретарем — Липський Семен Терентійович. Місцем перебування Ради товариства було селище Костянтинівка. На 1914 рік кількість членів товариства складала 22 особи. Щорічний членський знос сягав 1 рубль.
На 1916 рік в селі Куртівка Одеського повіту Херсонської губернії, мешкало 1598 чоловік (674 чоловік і 924 жінки).
Під час Голодомору в Україні 1932—1933 років в селі загинула 1 людина:
- Петрова Галина Леонідівна[10].

В 1951 році село стало місцем розселення етнографічної групи українців — бойків, яких було депортовано (184 родини) з села Телешниця Ошварова Нижньо-Устрицького району Дрогобицької області (нині територія Польщі).
Станом на 1 травня 1967 року у селі знаходився господарський центр колгоспу імені Шевченка.
У рамках декомунізації у селі була перейменована вулиця Леніна, нова назва – Куртівська.
У результаті адміністративно-територіальної реформи село ввійшло до складу Роздільнянської міської територіальної громади та після місцевих виборів у жовтні 2020 року було підпорядковане Роздільнянській міській раді. До того село входило до складу ліквідованої Новоукраїнської сільради і було її центром.

## Населення
Згідно з переписом УРСР 1989 року чисельність наявного населення села становила 1081 особа, з яких 456 чоловіків та 625 жінок.
За переписом населення України 2001 року в селі мешкали 1023 особи.
2016—1017
2017—977
2018—1002
2019—999

### Мова
Розподіл населення за рідною мовою за даними перепису 2001 року:
| Мова       | Відсоток |
| ---------- | -------- |
| українська | 88,28 %  |
| російська  | 7,17 %   |
| молдовська | 2,23 %   |
| вірменська | 1,07 %   |
| гагаузька  | 0,29 %   |
| циганська  | 0,29 %   |
| болгарська | 0,19 %   |
| румунська  | 0,19 %   |
| білоруська | 0,10 %   |
| польська   | 0,10 %   |

## Пам'ятки
- Церква Святого Різдва Богородиці, збудована у 1861 році